# いよぎんホールディングス
株式会社いよぎんホールディングスは、伊予銀行を中核とするいよぎんグループを統括する日本の金融持株会社。

## 概要
2022年10月3日に伊予銀行の単独株式移転により設立。また、持株会社設立に伴うグループ再編により、伊予銀行が所有する一部子会社の株式を当社に現物配当する方法を用いて当社の直接出資子会社としている。

## 沿革
- 2022年10月3日 - 「株式会社いよぎんホールディングス」設立。

## グループ会社
- 株式会社伊予銀行
  - いよぎんビジネスサービス株式会社
  - 株式会社いよぎんChallenge＆Smile
- いよぎんキャピタル株式会社
- 株式会社いよぎん地域経済研究センター
- 株式会社いよぎんディーシーカード
- いよぎんリース株式会社
- 株式会社いよぎんコンピュータサービス
- 四国アライアンス証券株式会社